# GSFC Complex INA
GSFC Complex INA là một thị xã và là một khu vực công nghiệp quy hoạch (industrial notified area) của quận Vadodara thuộc bang Gujarat, Ấn Độ.

## Nhân khẩu
Theo điều tra dân số năm 2001 của Ấn Độ, GSFC Complex INA có dân số 3036 người. Phái nam chiếm 52% tổng số dân và phái nữ chiếm 48%. GSFC Complex INA có tỷ lệ 78% biết đọc biết viết, cao hơn tỷ lệ trung bình toàn quốc là 59,5%: tỷ lệ cho phái nam là 81%, và tỷ lệ cho phái nữ là 76%. Tại GSFC Complex INA, 16% dân số nhỏ hơn 6 tuổi.